# Храмов, Михаил Леонидович
Михаи́л Леони́дович Хра́мов (род. 23 июля 1963, Поруб, Мордовская АССР) — советский и российский легкоатлет, специалист по бегу на длинные дистанции, кроссу и марафону. Выступал за сборные СССР и России в конце 1980-х — начале 1990-х годов, победитель и призёр первенств всесоюзного значения, чемпион СНГ в беге на 10 000 метров, участник кроссовых чемпионатов мира 1990 года в Экс-ле-Бен и 1991 года в Антверпене. Представлял город Саранск и Республику Мордовию. Мастер спорта СССР. Также известен как тренер и спортивный функционер.

## Биография
Михаил Храмов родился 23 июля 1963 года в посёлке Поруб Старошайговского района Мордовской АССР. Занимался лёгкой атлетикой в Саранске под руководством тренера Анатолия Шилкова. Окончил Мордовский государственный университет имени Н. П. Огарёва (1986).
В 1987 году с результатом 2:16:22 занял 22-е место на марафоне в Ужгороде — тем самым выполнил норматив мастера спорта СССР. Попав в состав советской сборной, выступил на Кубке Европы в Праге, где в беге на 5000 метров финишировал шестым. В беге на 10 000 метров одержал победу на Мемориале братьев Знаменских в Москве, выиграл бронзовую медаль на международном турнире в Карл-Маркс-Штадте. Будучи студентом, представлял Советский Союз на Всемирной Универсиаде в Загребе — в программе 10 000 метров показал время 29:35.70, расположившись в итоговом протоколе соревнований на четвёртой строке.
В 1988 году среди прочего стартовал в экидене в Нью-Йорке, бежал 10 000 метров на чемпионате СССР в Киеве.
В 1990 году принимал участие в чемпионате мира по кроссу в Экс-ле-Бен, занял 40-е место в личном зачёте и вместе с соотечественниками стал седьмым в командном зачёте. На Мемориале Знаменских в Москве в беге на 10 000 метров был пятым. На чемпионате СССР по бегу на 15 км по шоссе в Калуге завоевал серебряную награду.
В 1991 году на кроссовом чемпионате мира в Антверпене показал 108-й результат, став восьмым в командном зачёте. На Мемориале Знаменских в Москве вновь финишировал пятым в дисциплине 10 000 метров, тогда как на чемпионате страны в рамках X летней Спартакиады народов СССР в Киеве пришёл к финишу седьмым.
В 1992 году в беге на 10 000 метров взял бронзу на Мемориале братьев Знаменских в Москве, победил на чемпионате СНГ в Москве.
На Мемориале Знаменских 1993 года в Москве финишировал в дисциплине 10 000 метров пятым.
В 1994 году с результатом 2:27:49 стал третьим на Марафоне Лейкфронт в Милуоки.
В 2006 году стартовал в 100-километровом сверхмарафоне Pedestres Internacionales de Cantabria в Испании, преодолел дистанцию за 7:17:13	и занял четвёртое место.
Занимал должность заместителя директора Детско-юношеской спортивной школы Мордовского областного совета добровольного спортивного общества «Буревестник», в течение многих лет является директором Школы высшего спортивного мастерства Республики Мордовия (ныне Комплексная спортивная школа олимпийского резерва). Президент Федерации лёгкой атлетики Республики Мордовия, член Президиума и вице-президент Всероссийской федерации лёгкой атлетики.
Заслуженный работник физической культуры Российской Федерации. Заслуженный тренер России.